# Joe Thuney
Joe Thuney (Centerville, Ohio, 18 de noviembre de 1992) es un jugador profesional estadounidense de fútbol americano que se desempeña en la posición de lineman en Kansas City Chiefs, equipo de la National Football League (NFL).

## Carrera
Fue seleccionado en la tercera ronda en la Reunión Anual de Selección de Jugadores de la NFL de 2016. Hizo su debut profesional con el equipo New England Patriots, en el cual jugó cinco temporadas (2016-2021), luego pasó a Kansas City Chiefs, donde lleva jugando tres temporadas.